# Doina Stăiculescu
Doina Stăiculescu (n. 7 decembrie 1967, București, România) este o gimnastă română, laureată cu argint la Los Angeles 1984 la gimnastică ritmică, proba de individual compus.
Legitimată la clubul AS Flacăra Roșie București, Doina Stăiculescu a fost triplă campioană a României la gimnastică ritmică, între 1982 și 1984, sub conducerea Mariei Gîrb.
La JO Los Angeles 1984, Doina Stăiculescu a scris istorie prin câștigarea medaliei de argint la gimnastică ritmică la doar 16 ani; a fost prima ediție a JO când gimnastica ritmică apărea în programul olimpic. Doina Stăiculescu este prima și singura medaliată a României la această disciplină sportivă. 

## Legături externe
Materiale media legate de Doina Stăiculescu la Wikimedia Commons
- Doina Stăiculescu la Comitetul Olimpic și Sportiv Român (arhivat)
- en Doina Stăiculescu la Olympedia.org